# Nushrat Bharucha
Nushrat Bharucha a volte conosciuta come Nushrratt Bharuccha (Mumbai, 17 maggio 1985) è un'attrice indiana.

Nota per il suo lavoro nei film di Bollywood. Bharucha ha debuttato come attrice con il film del 2006 Jai Santoshi Maa . La sua seconda impresa è stata  Kal Kissne Dekha (2009), un flop al botteghino. Il film drammatico del 2011 Pyaar Ka Punchnama ha segnato il suo primo successo commerciale. Ha ottenuto i suoi maggiori successi interpretando la protagonista femminile nelle commedie Pyaar Ka Punchnama 2 (2015), Sonu Ke Titu Ki Sweety (2018) e Dream Girl (2019).

## Vita privata
Nata in una famiglia Dawoodi Bohra a Bombay (Mumbai), il padre di Bharucha, Tanvir, è un uomo d'affari e sua madre, Tasneem, è una casalinga. È l'unica figlia dei suoi genitori.

## Carriera

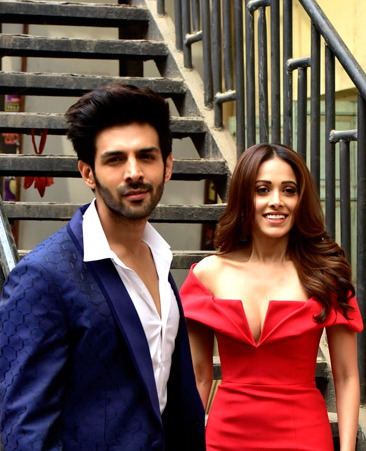
Nushrat Bharucha e Kartik Aaryan sul set di India's Next Superstars

Bharucha ha iniziato la sua carriera cinematografica nel 2006 con "Jai Santoshi Maa" e poi con il film del 2009 Kal Kissne Dekha. La sua uscita successiva è stata il film di suspense di Dibakar Banerjee Love Sex Aur Dhokha. Nel 2011, è apparsa nel film drammatico di Luv Ranjan Pyaar Ka Punchnama, con un cast corale in cui le è stata assegnata una parte al fianco di Kartik Aaryan.
Bharucha ha poi recitato nel film drammatico romantico senza successo di Ranjan Akaash Vani del 2013, nel ruolo della protagonista femminile al fianco di Aaryan e Sunny Nijar. Il suo primo film del 2015, Darr @ The Mall con Jimmy Sheirgill, è stato un vero disastro al botteghino. Nello stesso anno, è apparsa in un sequel di Pyaar Ka Punchnama intitolato Pyaar Ka Punchnama 2, che l'ha vista di nuovo al fianco di Aaryan, insieme alla debuttante Sunny Singh Nijjar. È diventato il suo primo grande successo commerciale e il suo secondo successo, guadagnando oltre ₹ 880 milioni (12 milioni di dollari) in tutto il mondo.
Nel 2018, Bharucha si è riunita con Aaryan e Nijjar in Sonu Ke Titu Ki Sweety di Ranjan, una commedia romantica su un uomo che cerca di separare il suo amico dalla sua fidanzata perché pensa che sia un'arrampicatrice sociale. Nonostante abbia ricevuto recensioni contrastanti da parte della critica, Sonu Ke Titu Ki Sweety si è rivelato un successonecon guadagni nazionali di oltre ₹1.07 miliardi, e divenne la prima uscita di Bharucha per entrare nel 100 Crore Club. Si è rivelato anche come uno dei suoi maggiori successi.
L'anno successivo, Bharucha ha interpretato la dolce amata di Ayushmann khurrana nella commedia di Raaj Shaandilyaa, Dream Girl. Ha ricevuto recensioni generalmente positive dalla critica. Dream Girl ha incassato ₹ 1 miliardo ($14 milioni) al botteghino nazionale nei primi 10 giorni dalla sua uscita diventando il secondo film consecutivo di Bharucha a superare il traguardo di 100 Crore Club; con un fatturato mondiale di oltre ₹ 1,9 miliardi ($27 milioni), è risultata anche come la sua versione con il maggior incasso. Nello stesso anno, ha interpretato il numero "Peeyo Datt Ke" nel thriller diretto da Milap Zaveri, Marjaavaan cantata da Yo Yo Honey Singh.
A partire da luglio 2019, Bharucha ha terminato il lavoro sul film sociale di Hansal Mehta Chhalaang, in cui è recita per la seconda volta con Rajkummar Rao dopo Love Sex Aur Dhokha, prodotto da Luv Ranjan, Ajay Devgn e Ankur Garg. Chhalaang uscirà sulla piattaforma OTT di Amazon Prime il 13 novembre 2020 a causa delle restrizioni della COVID-19 sui cinema. Bharucha ha girato il thriller romantico di Nikhil Nagesh Tiwari Hurdang con Sunny Kaushal e Vijay Varma prodotto da Bhushan Kumar per la T-Series e Shailesh R Singh per Karma Media and Entertainment.
Nell'ottobre 2020 ha girato un video musicale con Yo Yo Honey Singh per il suo singolo Sayyan Ji in Rajasthan.

## Filmografia

### Cinema
- Jai Santoshi Maa, regia di Ahmed Siddiqui (2006)
- Kal Kissne Dekha, regia di Vivek Sharma (2009)
- LSD: Love, Sex Aur Dhokha, regia di Dibakar Banerjee (2010)
- Pyaar Ka Punchnama, regia di Luv Ranjan (2011)
- Akaash Vani, regia di Luv Ranjan (2013)
- Labours Of (An)Other Solipsist, regia di Nihaarika Negi (2013)
- Darr @ the Mall, regia di Pawan Kripalani (2014)
- Meeruthiya Gangsters, regia di Zeishan Quadri (2015)
- Pyaar Ka Punchnama 2, regia di Luv Ranjan (2015)
- Vaaliba Raja, regia di Sai Gokul Ramanath (2016)
- Sonu Ke Titu Ki Sweety, regia di Luv Ranjan (2018)
- Dream Girl, regia di Raaj Shaandilyaa (2019)
- Jai Mummy Di, regia di Navjot Gulati (2020)
- Chhalaang, regia di Hansal Mehta (2020)

### Televisione
- Seven – serie TV (2010)
- Ashish Chanchlani Vines – serie TV (2018)
- Khilauna, regia di Raj Mehta  – film TV (2020)

## Premi e nomination
| Anno | Film                 | Premio                        | Categoria | Risultato |
| ---- | -------------------- | ----------------------------- | --- | --------- |
| 2010 | Kal Kisne Dekha      | Stardust Awards               | style="text-align:center; background:#FDD; color: black; vertical-align:middle" class="table-no2"\|Candidato/a |           |
| 2012 | Pyaar Ka Punchnama   | Stardust Awards               | style="text-align:center; background:#FDD; color: black; vertical-align:middle" class="table-no2"\|Candidato/a |           |
| 2015 | Pyaar Ka Punchnama 2 | BIG Star Entertainment Awards | style="text-align:center; background:#99FF99; vertical-align:middle" class="table-yes2"\|Vincitore/trice       |           |
| 2015 | Pyaar Ka Punchnama 2 | BIG Star Entertainment Awards | style="text-align:center; background:#99FF99; vertical-align:middle" class="table-yes2"\|Vincitore/trice       |           |